# 8-羟基-2'-脱氧鸟苷
8-羟基-2'-脱氧鸟苷（或 8-Oxo-2'-deoxyguanosine，缩写8-OH-dG或8-oxo-dG）是一种核苷，是脫氧鳥苷的氧化衍生物，可作为DNA氧化损伤的产物，来反应细胞的氧化应激。